# کلبی بک
کلبی بک، روستایی است از توابع بخش بلداجی شهرستان بروجن در استان چهارمحال و بختیاری است.

## جمعیت
این روستا در دهستان چغاخور قرار داشته و براساس آخرین سرشماری مرکز آمار ایران که در سال ۱۳۸۵ صورت گرفته، جمعیت آن ۸۷۴ نفر (۱۹۸ خانوار) بوده‌است.